# Колдовство 2: Искусительница
Колдовство 2: Искусительница (англ. Witchcraft II: The Temptress) — второй фильм из серии фильмов ужасов под названием Колдовство. Премьера фильма в кинотеатрах состоялась 1 июня 1989 года. Релиз на VHS состоялся 20 мая 1990 года, а на DVD 22 октября 1997 года. Является сиквелом к фильму Колдовство 1988 года и приквелом к фильму Колдовство 3: Поцелуй смерти 1991 года.
Фильм так-же как и первая часть в России выходил в переводе и озвучке Алексея Толмачёва и Павла Прямостанова.

## Сюжет
Примерно через 18 лет после окончания первого фильма Уильям Адамс (который в более поздних фильмах меняет свою фамилию на Спаннер), ребёнок из первого фильма, живёт со своими приёмными родителями и предполагает, что он нормальный 18-летний юноша. Он не знает о событиях, произошедших в первом фильме. Приёмные родители Уильямса украли его из ковена в предыдущем фильме, так как они — белые колдуны, которые не согласились с целями своего ковена. Они спрятали Уильяма в пригороде, чтобы защитить его от зла.
Его соседка Долорес (созданная ведьмой-свекровью из первого фильма) оставляет Уильяму странный объект, пытаясь заставить Уильяма присоединиться к тёмной стороне.
Неизвестно Уильяму и то, что он сын могущественного чернокнижника и унаследовал полномочия своего отца. Отец и многие его родственники по отцовской линии являются членами ковена, который потратил годы, пытаясь положить конец всему миру. Конечная цель Долорес состоит в том, чтобы Уильям стал отцом её ребёнка, который в свою очередь принесёт ад на землю. В последний момент Спаннер побеждает ведьму и противостоит злу.

## Связь с другими фильмами серии
Фильм содержит множество флешбеков из первого фильма, в том числе сцену сожжения колдунов в кошмарах Уилла.

## Критика
Фильм получил в основном отрицательные отзывы критиков.
TV Guide находит актёров: Миу Руиз и Шерил Янеки довольно талантливыми, но фильму дал 1 из 5 звёзд.
Creature Feature фильму дали две из пяти звёзд, заявив, что фильм намеревается быть смертельно серьёзным, но кажется непреднамеренно смешным.
В «Официальном гиде Splatter Movie, Тома: 1963—1992: сотни самых гористых, грубых, самых возмутительных фильмов, когда-либо сделанных» сказано: Это лишенный воображения сюжет, бесформенный сценарий (сценаристы не знают ничего о реальном колдовстве, и ещё меньше о персонажах и диалогах) ужасная режиссура, монтаж, и музыка покажут вам истинный смысл слова — страдать. Вкратце, этого фильма достаточно, чтобы убедить вас, что ад действительно существует, и длится всё это вечные 88 минут.
По состоянию на март 2019 года, фильм имеет рейтинг 5 % на Rotten Tomatoes.
Занимает 15 место в рейтинге лучших фильмов о колдовстве 80-х годов по версии сайта Flickchart.
В рецензии Haikos Film Lexikon сказано, что лучшими сценами в этом фильме являются эротические сцены с симпатичной Долорес. В остальном можно сказать, что актёрское мастерство и повествование истории говорят о том, что планка фильма находится значительно ниже среднего. Так-же отмечено, что фильм не имеет ничего общего с первой частью.

## В ролях
- Чарльз Соломон — Уильям Адамс
- Делия Шеппард[англ.] — Долорес
- Дэвид Л. Хомб — Бумер
- Миа М. Руиз — Мишель
- Джон Генри Ричардсон (в титрах Джей Ричардсон) — Мистер Адамс
- Шерил Янеки — Миссис Адамс
- Мэри Шелли — Элизабет Стоктон
- Гэри Солан — Джон Стоктон
- Френк Вудс — преподобный Кросс
- Кирстен Вагнер — Одри
- Рой Стоун — Босс
- Анат Тополь — Грэйс Черчилль

## Производство
Производство фильма обошлось в 80 000 долларов, а дистрибьюторы заработали на нём более одного миллиона долларов.
Съёмки фильма проводились 13 дней в Калифорнии (США).
Фильм содержит уведомление о том, что «этот фильм не предназначен для точного изображения истинных ведьм».

### Технические Данные
- Формат изображения — 4:3 (NTSC)
- Аудио — Стерео

### Съёмачная группа
- Тони Милер — Монтажёр
- Дебби Линн Росс — Дублёр Миы М. Руиз
- Тони Снегофф — Постановщик трюков
- Роджер Ларок — Музыкант: перкуссионные инструменты
- Адам Левин — Музыкант: гитара

## Релиз
Премьера фильма в кинотеатрах состоялась 1 июня 1989 года.
Фильм был выпущен на VHS в мае 1990 года и переиздан на DVD 22 октября 1997 года.
Слоган фильма «В Конечном Итоге Зло Продолжается…» (англ. The Ultimate Evil Continues…).

### В других странах
В Италии премьера состоялась в октябре 1989 года.
В Великобритании в феврале 1990
В Германии фильм был издан на VHS 29 января 1992 года.
В Мексике фильм вышел под названием Сатанинский обряд часть 2: Искушение (Rito satánico parte 2: la tentación)

### Рейтинг
В США фильм вышел с рейтингом MPAA — R. В Великобритании 18. В Австралии M и в Сингапуре R21.